# Janira Planes
Janira Planes   (Barcelona, 10 de desembre de 1997) és una periodista i comunicadora catalana, especialista en mems, TikTok i en cultura d'internet.
Llicenciada en periodisme i comunicació corporativa per la Universitat Ramon Llull, col·labora o ha col·laborat amb diversos mitjans, com El Món a Rac1, Nació digital i Tardeo de Ràdio Primavera Sound, i és autora del butlletí sobre actualitat digital Truffle Season. Defensa que internet forma part de la realitat cultural del segle XXI, amb el seu propi llenguatge, les seves pròpies dinàmiques, i els seus propis nínxols comunitaris.